# Lisores
Lisores är en kommun i departementet Calvados i regionen Normandie i norra Frankrike. Kommunen ligger i kantonen Livarot som ligger i arrondissementet Lisieux. År 2022 hade Lisores 259 invånare.

## Befolkningsutveckling
Antalet invånare i kommunen Lisores
Referens: INSEE